# Universidad Federal de Acre
La Universidad Federal de Acre (UFAC) es la única universidad pública en el estado brasileño de Acre. Sus campus están ubicados en las ciudades de Río Branco (Acre) y Cruzeiro do Sul.
El 25 de marzo de 1964, por el Decreto N.º 187 del Estado, publicado en la Gaceta Oficial del 4 de abril de ese año, nació la Facultad de Derecho (Ley del Estado N.º 15, de 8 de septiembre de 1964). Luego fue reconocido por la opinión N.º 660 de 4 de septiembre de 1970, el Consejo Federal de Educación, y por el Decreto Presidencial N.º 67534 de 11 de noviembre de 1970.
En 1968 se creó la Facultad de Ciencias Económicas. Luego vinieron los cursos de Artes, Educación, Matemáticas y los Estudios Sociales (corta duración). Se convirtió en oficial, por lo que 3 de marzo 1970, el Centro Universitario de Acre, que reunió a estos cinco cursos.
El Centro Universitario de Acre se convirtió en Universidad de Acre el 22 de enero de 1971, bajo el régimen de la fundación está siendo construido por las Facultades de Derecho y Ciencias Económicas.

## Biblioteca
En la biblioteca de la institución, hay una colección compuesta por títulos que sirven como referencia básica para cursos de pregrado y posgrado, así como libros avanzados que se refieren a cada línea de investigación en la universidad.
El sitio web de la Biblioteca UFAC ofrece varios servicios, como la consulta de la colección y la renovación de préstamos de libros. También está disponible la lista de adquisiciones para el mes y artículos publicados recientemente en revistas científicas por investigadores universitarios.

## Selección de Estudiantes
Las clases en UFAC se formaron a través de procesos de selección del tipo vestibular que se aplicaron para el ingreso de estudiantes que ingresaron a la institución en los años anteriores a 2010.
A partir de 2010, la selección de nuevos estudiantes comenzó a hacerse exclusivamente a través de ENEM (que había sido reestructurada en el año anterior para convertirse en un sistema de selección confiable para la mayoría de las universidades públicas brasileñas). La universidad eligió utilizar el nuevo ENEM como una forma de ingresar para hacer que su proceso de selección sea nacional, atrayendo jóvenes talentos de todo Brasil y aumentando así el nivel de nuevas clases. Las noticias que mostraron que la Licenciatura en Ciencia y Tecnología de la UFAC es el curso más solicitado en el país en el Sistema de Selección Unificado (SiSU) del MEC en los años 2010 y 2011 señalan que este objetivo se logró .

## Lista de Decanos de la Universidad Federal de Acre
- Jersey Nazareno de Brito Nunes (1964-1970)
- Áulio Gélio Alves de Souza (1970-1983)
- Omar Sabino de Paula (1983-1984)
- Moacir Fecury Ferreira da Silva (1984-1988)
- Sansão Ribeiro de Sousa (1988-1992)
- Lauro Julião de Sousa Sobrinho (1992-1996)
- Francisco Carlos da Silveira Cavalcante (1996-2000)
- Jonas Pereira de Souza Filho (2000-2008)
- Olinda Batista Assmar (2008-2012)
- Minoru Martins Kinpara (2012-2018)
- Margarida de Aquino Cunha (2019- )

## Cursos de Pregrado
Aula principal del campus
Unicamp ofrece 48 cursos de pregrado diferentes, que cubren casi todas las diferentes áreas de la ciencia. Completar un curso de licenciatura garantiza una licenciatura o licenciatura, aunque algunos cursos ofrecen ambos títulos. En línea con el sistema educativo brasileño, la graduación es necesaria para ejercer cualquier profesión, incluyendo derecho y medicina, por lo que los cursos de pregrado varían en duración para proporcionar toda la capacitación necesaria. La mayoría de los cursos en Unicamp duran un total de cuatro años, pero los cursos de ingeniería suelen durar cinco años, mientras que los cursos de medicina duran seis años.
| CCET - Ingeniería Civil - Ingeniería Eléctrica - Matemáticas - Grado - Sistemas de Información | CELA - Francés - Español - Portugués - Inglés - Música - Pedagogía - LIBRAS | CCBN - Química - Medicina Veterinaria - Ingeniería Florestal - Ingeniería Agronómica - Física - Ciencias Biológicas | CCJSA - Derecho - Ciencias Económicas | CCSD - Educación Física - Licenciatura - Educación Física - Bacharelado - Enfermería - Medicina - Nutrición - Salud pública | CFCH - Ciencias Sociales - Historia - Geografía - Filosofía - Periodismo - Psicología |